# Léon Mumate Nyamatomwa
Léon Mumate Nyamatomwa était un homme politique congolais. Il était membre du Mouvement social pour le renouveau (MSR), et occupait le poste de vice-gouverneur de la province du sud Kivu depuis le 27 janvier 2007.
Il est décédé à Kinshasa le 11 mai 2007, au retour d'un voyage en France, et a été inhumé le 27 mai à Mwenga, son village natal.